# Las Palmas de Gran Canaria
Las Palmas de Gran Canaria, ook wel Las Palmas genoemd, is de hoofdstad van de Spaanse provincie Las Palmas en het eiland Gran Canaria. Het is een van de twee hoofdsteden van de autonome regio Canarische Eilanden. De andere hoofdstad is Santa Cruz de Tenerife, de hoofdstad van de gelijknamige provincie en van buureiland Tenerife. Het is de grootste stad van de Canarische Eilanden en vormt samen met de aangrenzende gemeenten een van de tien grootste stedelijke gebieden in Spanje (700.000 inwoners).

## Geschiedenis

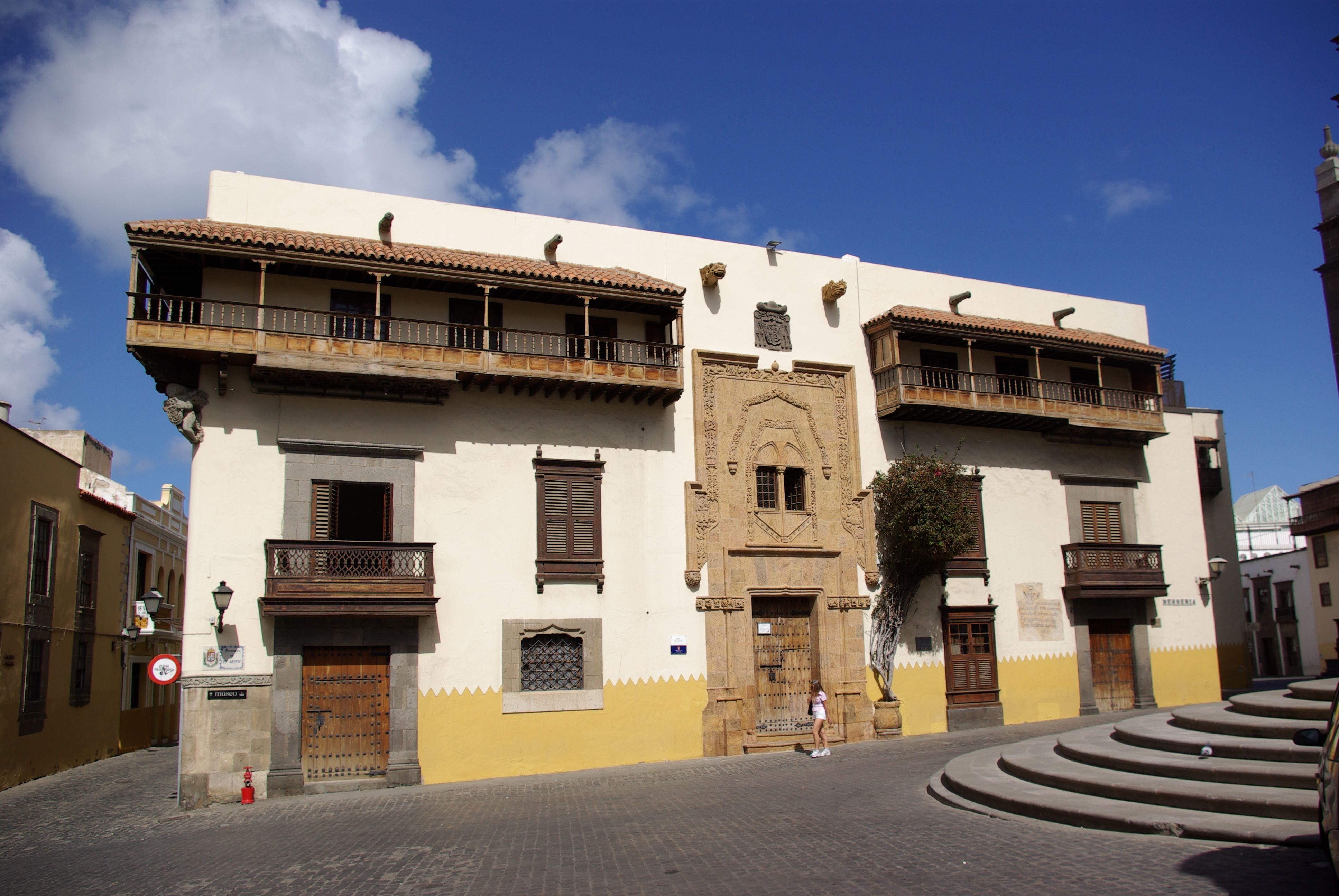
Het Columbushuis Casa de Colon

De stad werd in 1478 gesticht door Juan Rejón, na een strijd met de Guanches, de lokale bevolking. In 1492 maakte Christoffel Columbus een tussenstop op dit eiland, voordat hij voor de eerste keer westwaarts voer naar Amerika. Ook op de terugreis naar Spanje maakte hij hier een tussenstop. Het Columbushuis, Casa de Colon, herinnert hieraan.
In 1599 is de stad gedurende een week veroverd geweest door Nederlanders onder aanvoering van vice-admiraal Pieter van der Does. Tijdens de gevechten werd een deel van Las Palmas verwoest. In de kathedraal van Las Palmas wordt daar aan herinnerd door een bronzen klok die in 1999 door de Nederlanders werd geschonken als restitutie van de vierhonderd jaar eerder meegenomen kerkklokken.

## Geografie
De stad ligt in het noordoosten van het eiland, aan de Atlantische Oceaan. Zoals de meeste Canarische eilanden heeft Gran Canaria een natte en een droge kant van het eiland. Waar de meeste toeristen de zonnigere en droge (maar ook deels kale) zuidzijde van het eiland opzoeken, is de veel nattere noordzijde, waar Las Palmas ligt, in trek bij de Canarianen. Er zijn populaire stranden dicht bij de stad: Playa de las Canteras en Playa de las Alcaravaneras. De stad heeft veel goedkope winkels, en is duidelijk minder toeristisch dan de steden in het zuiden van het eiland.
Vandaag de dag is Las Palmas een kosmopolitische stad met hotels, een universiteit (Universiteit van Las Palmas de Gran Canaria) met ongeveer 25.000 studenten, een theater, een concertgebouw, musea en een modern stadion. In de stad hebben vele landen een consulaat gevestigd.
Las Palmas telt 378.998 inwoners (1 januari 2016), ongeveer de helft van de totale bevolking van Gran Canaria. Hiermee is het de grootste stad van de Canarische Eilanden.

## Verkeer
De internationale luchthaven Gran Canaria ligt ongeveer negentien kilometer ten zuiden van de stad. Vanuit de toeristenoorden in het zuiden is de hoofdstad in ongeveer drie kwartier per bus te bereiken, bijvoorbeeld via de autoweg GC-1. Verder heeft het een drukke haven (Puerto de la Luz).

## Sport
UD Las Palmas is de professionele voetbalclub van Las Palmas en speelt in het Estadio de Gran Canaria. De club speelde drie jaar op rij op het hoogste Spaanse niveau, de Primera División, maar degradeerde in 2018 naar het tweede niveau. In 2023 promoveerde de club weer naar de Primera Division om in mei 2025 weer af te dalen.

## Bevolkingsontwikkeling

### Sinds 1857
Bron: INE; 1857-2011: volkstellingen
Opm: Bevolkingscijfers in duizendtallen; aanhechting van San Lorenzo (1940)

### Laatste jaren
| Jaar | Bevolking | Dichtheid  |
| ---- | --------- | ---------- |
| 1991 | 354.887   | 3529,4/km² |
| 1996 | 355.563   | 3536,1/km² |
| 2001 | 354.863   | 3529,2/km² |
| 2002 | 370.649   | 3686,2/km² |
| 2003 | 377.760   | 3756,9/km² |
| 2004 | 376.953   | 3748,9/km² |
| 2006 | 377.056   | 3749,9/km² |

## Geboren in Las Palmas de Gran Canaria
- Benito Pérez Galdós (1843–1920), schrijver
- Juan Negrín (1892–1956), politicus
- Martín Chirino (1925-2019), beeldhouwer
- Alfredo Kraus (1927–1999), tenor
- Javier Bardem (1969), acteur
- Javier Guzman (1977), Spaans-Nederlands stand-upcomedian en cabaretier
- Magüi Serna (1979), tennisster
- Emilio Guzman (1981), Spaans-Nederlands stand-upcomedian en cabaretier
- Marta Marrero (1983), tennisster
- Fabricio Agosto Ramírez (1987), voetballer
- Carla Suárez Navarro (1988), tennisster
- Vitolo (1989), voetballer
- Cristian Herrera (1991), voetballer
- Jesé Rodríguez (1993), voetballer
- Héctor Hernández (1995), voetballer
- Sandro Ramírez (1995), voetballer
- Yeremay Hernández (2002), voetballer
- Yeremi Pino (2002), voetballer
- Raúl Asencio (2003), voetballer

## Afbeeldingen

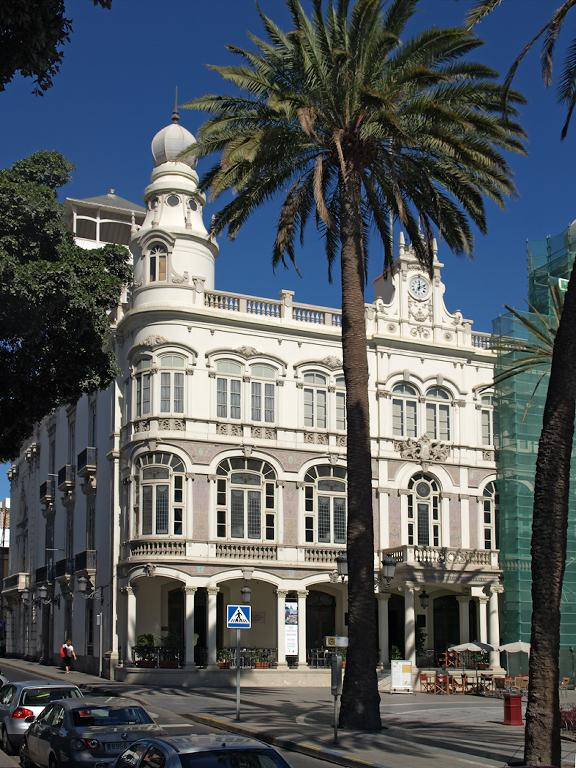
Gabinete Literario
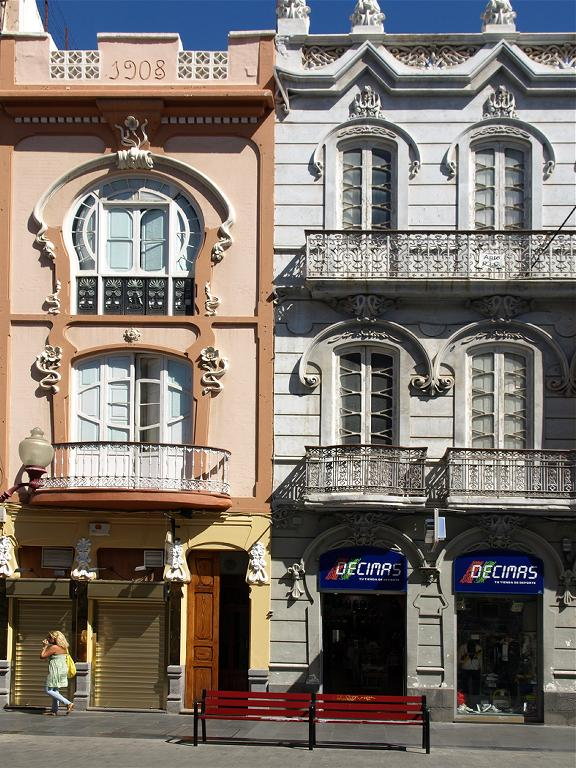
Kleurrijke gevels

Albacete · Alicante · Almería · Ávila · Badajoz · Badalona · Barcelona · Bilbao · Burgos · Cáceres · Cádiz · Cartagena · Castelló de la Plana · Ceuta · Ciudad Real · Córdoba · A Coruña · Cuenca · Elche/Elx · Gijón · Girona · Granada · Guadalajara · L'Hospitalet de Llobregat · Huelva · Huesca · Jaén · Jerez de la Frontera · León · Lleida · Logroño · Lugo · Madrid · Málaga · Melilla · Mérida · Móstoles · Murcia · Oviedo · Ourense · Palencia · Palma · Las Palmas de Gran Canaria · Pamplona · Pontevedra · Sabadell · Salamanca · San Sebastián · Santa Cruz de Tenerife · Santander · Santiago de Compostella · Segovia · Sevilla · Soria · Tarragona · Terrassa · Teruel · Toledo · Valencia · Valladolid · Vigo · Vitoria-Gasteiz · Zamora · Zaragoza
Hoofdstad: Las Palmas de Gran Canaria

Gemeenten / gemeentelijke hoofdsteden: Agaete · Agüimes · Artenara · Arucas · Firgas · Gáldar · Ingenio · La Aldea de San Nicolás · Mogán · Moya · San Bartolomé de Tirajana · Santa Brígida · Santa Lucía de Tirajana · Santa María de Guía de Gran Canaria · Tejeda · Telde · Teror · Valleseco · Valsequillo de Gran Canaria · Vega de San Mateo

Overige plaatsen: Arguineguín · Fataga · Maspalomas · Playa del Inglés · Puerto de las Nieves · Puerto de Mogán · Puerto Rico · San Agustín